# Gilles Filleau des Billettes
Gilles Filleau des Billettes, né à Poitiers en 1634 et mort le 15 août 1720 à Paris est un membre de l'académie des sciences, encyclopédiste et bibliographe qui eut une relation épistolaire avec le scientifique, mathématicien et philosophe Leibniz.

## Biographie
Gilles Filleau des Billettes était le plus jeune des trois fils de Nicolas Filleau des Billettes. Sa grand-mère paternelle était Marguerite Chappuzeau, membre de la famille poitevine et protestante de l'écrivain Samuel Chappuzeau membre de la noblesse de robe. Du côté de son grand-père paternel, l'origine était située à Orléans. D'après l'éloge composé par son collègue Fontenelle, « L'aïeul paternel de Nicolas Filleau [père de Gilles] étoit sorti de la ville d'Orléans avec sa famille, dans le temps que les Calvinistes y étoient les plus forts ; il se déroba à leur persécution, qu'il s'étoit attirée par son zèle pour la Religion Catholique, & il abandonna tout ce qu'il avoit de bien dans l'Orléanois. Le père de M. des Billettes, établi à Poitiers, entra dans les affaires du Roi, & y fit une fortune assez considérable, quoique parfaitement légitime. »
Gilles et ses deux frères s'installèrent à Paris. Ils s'attachèrent à Madame la duchesse de Longueville et au duc de Rohan. Les deux frères aînés rédigèrent, l'un une Vie de Saint-Louis et l'autre une traduction de Dom Quichotte. 

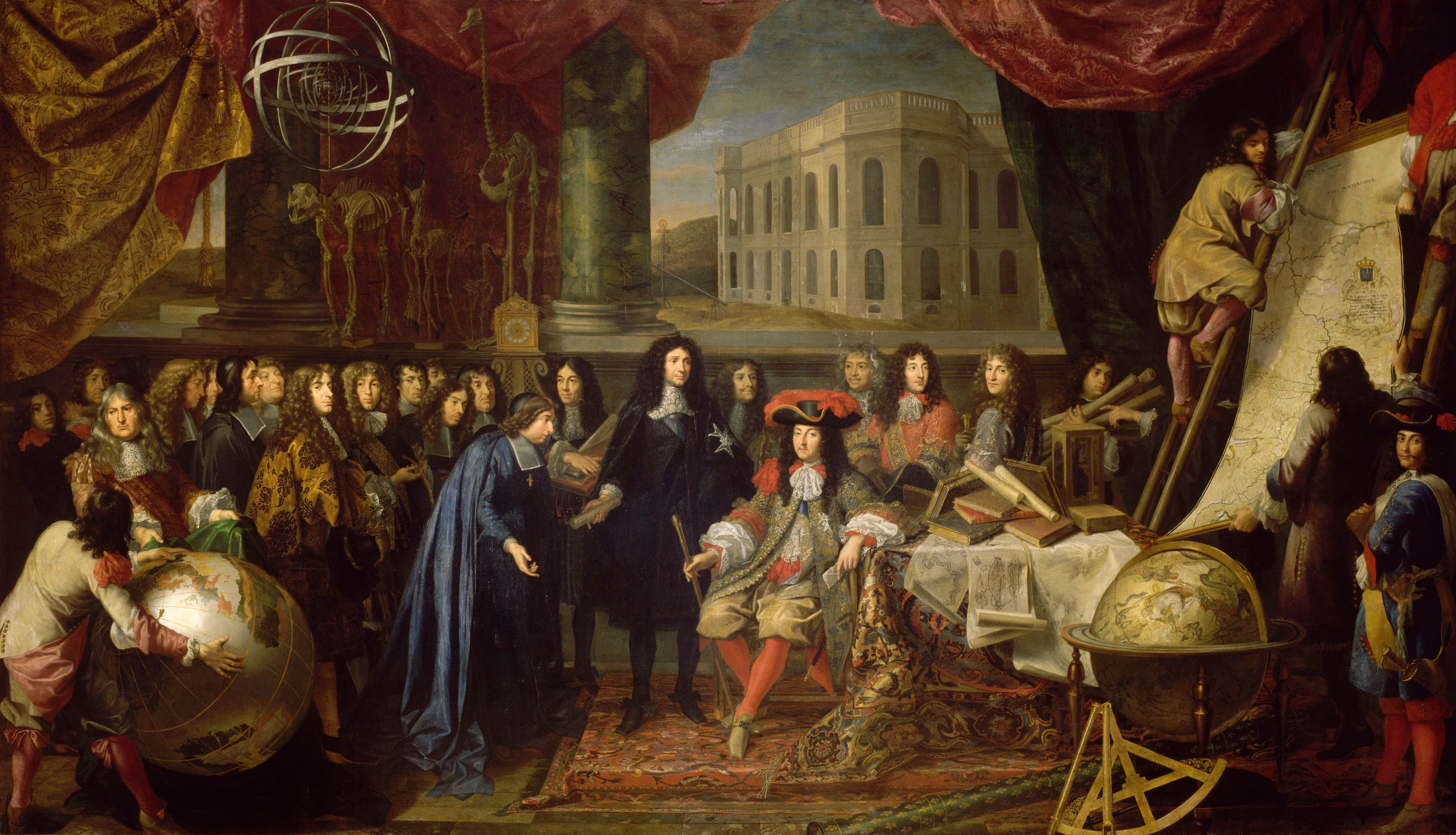
Colbert présente à Louis XIV les membres de l'Académie royale des sciences en 1667.

En 1693, sous l'impulsion de Colbert, trois savants, érudits et technologues dans divers domaines, Gilles Filleau Des Billettes, Sébastien Truchet et Jacques Jaugeon se réunissaient autour de l'abbé Jean-Paul Bignon pour publier une Description des arts et métiers. Cette colossale entreprise était mise en œuvre à la fin du XVIIe siècle par l'Académie royale des sciences.
En 1699, Gilles Filleau Des Billettes, est reçu à l'Académie royale des sciences. Il était très documenté en histoire, en généalogie, dans les grandes maisons et familles princières et de la noblesse d'Europe. Il avait la passion des livres et l'esprit scientifique. 
Il meurt le 15 août 1720 en ayant prévu la date exacte de sa mort cinq jours avant.